# Euagrus gertschi
Euagrus gertschi är en spindelart som beskrevs av Coyle 1988. Euagrus gertschi ingår i släktet Euagrus och familjen Dipluridae. Inga underarter finns listade i Catalogue of Life.